# Stand Up (Mai Kuraki)
Stand Up è un singolo della cantante giapponese Mai Kuraki, pubblicato nel 2001 ed estratto dall'album Perfect Crime.

## Tracce
1. Stand Up – 4:36
2. Double Rainbow – 4:42
3. Yes or No: Trance Continental Remix (Radio Edit) – 5:38
4. Stand Up (Instrumental) – 4:36